# Augustin-Jean Jacquet
Pour les articles homonymes, voir Jacquet.
Jean Jacquet, en religion Augustin-Jean Jacquet, né le 22 mars 1859 à Virazeil et mort à une date inconnue après 1911, est un prêtre catholique français connu en tant qu'essayiste antisémite et théoricien de la république plébiscitaire.

## Biographie
Né à Virazeil (Lot-et-Garonne), au lieu-dit de Chabot, le 22 mars 1859, Jean Jacquet est le fils de Jeanne Serin et de Jean Jacquet, vigneron.
Après avoir étudié pendant cinq ans dans un grand séminaire (probablement à Agen) et après avoir enseigné quelque temps à Marmande, Jean Jacquet est ordonné prêtre le 19 mai 1883. C'est probablement à cette occasion qu'il adopte le prénom Augustin. Ses futurs articles et ouvrages seront signés « A.-J. Jacquet ».
Nommé vicaire à Casteljaloux le 21 avril 1884 puis recteur à Peyrières en juin 1887, il est transféré le 15 avril 1890 à Saint-Martin-de-Curton, dont il restera le curé pendant près de deux décennies.
Le 12 novembre 1893, A.-J. Jacquet écrit une longue lettre à L'Observateur français, un quotidien partisan, comme lui, du Ralliement encouragé par Léon XIII. Publiée le 18 novembre, avec quelques réserves de la part des rédacteurs du journal, cette lettre enjoint les catholiques et les « libéraux » à constituer une véritable organisation politique, dotée d'un programme explicitement républicain et démocratique comprenant aussi bien l'élection du président de la République au suffrage universel que l'instauration du référendum. Il avait auparavant exprimé ces deux dernières idées dans une lettre adressée au Pays en janvier 1893 et publiée dans L'Observateur français du 27 mai.
Déjà réclamée quelques années plus tôt par les boulangistes, l'élection du président par le peuple est rejetée par les autres républicains en raison du précédent de 1848, qui avait aidé le futur Napoléon III à conquérir le pouvoir. Dans l'éditorial du Rappel du 20 novembre, Auguste Vacquerie écrit ainsi : « M. Jacquet n'est pas le premier qui demande que le président de la République soit élu par le suffrage universel direct; il y a été précédé par les bonapartistes et par les boulangistes. Son originalité est de la demander "dans l'intérêt de la République". [...] M. Jacquet et les catholiques dont il annonce le pétitionnement négligent de rappeler que nous avons eu déjà un président de la République nommé de la façon qu'ils demandent. Trois ans après, la République n'était plus. Cette expérience suffit. On ne la recommencera pas ».
Au milieu des années 1890, outre les Lettres de province (signées « A. J. J. ») qu'il adresse régulièrement à L'Observateur français en 1894-1895, l'abbé Jacquet collabore à deux journaux catholiques bordelais, le Bordeaux-Journal et L'Union nationale, quotidien dans lequel il consacre près d'une vingtaine d'articles au Ralliement. Il écrit également pour La Terre de France, un journal antisémite proche du marquis de Morès et dirigé par Henri Desportes.
En 1895-1896, A.-J. Jacquet prend part au concours organisé par La Libre Parole, le journal antisémite dirigé par Édouard Drumont, sur la question « des moyens pratiques d'arriver à l'anéantissement de la puissance juive en France ». Son mémoire, qui développe les idées déjà exprimées dans la lettre à L'Observateur français, remporte le premier prix, ex-æquo avec celui de l'abbé Tilloy de Montmirail (Marne). Il est publié en février 1897, précédé d'un long Exposé historique de la question judéo-maçonnique dû au rapporteur du concours, l'ingénieur Émile Rouyer (d).
S'il partage pleinement l'antisémitisme de Drumont et de ses collaborateurs, Jacquet émet cependant des réserves, voire des critiques, au sujet de certains positionnements politiques de La Libre Parole. Celles-ci font l'objet de plusieurs lettres ouvertes à Drumont, publiées dans le Bordeaux-Journal et L'Union nationale de Bordeaux dès 1895, puis réunies dans un volume édité en 1898 par l’œuvre de la « Croisade française ». Antidreyfusard, il est l'un des souscripteurs du « monument Henry » en décembre 1898.
Le 30 septembre 1898, Jacquet demande à adhérer à la Ligue des patriotes. Celle-ci est présidée par Paul Déroulède, avec lequel Jacquet est en contact épistolaire depuis 1895. Ayant lu avec beaucoup d'intérêt la République plébiscitaire de l'abbé, Déroulède en préface une nouvelle édition en 1902. Les idées de Jacquet influencent également Jules Lemaître, président de la Ligue de la patrie française.
En 1902, Jacquet est membre de la Ligue des patriotes républicains plébiscitaires (nouveau nom de la Ligue des patriotes) et adresse des textes au Réveil des jeunes, organe de la Jeunesse républicaine plébiscitaire. À la même époque, sans renier ses convictions républicaines, il confie qu'il est persuadé que Naundorff était bel et bien Louis XVII.
Entre 1903 et 1907, Jacquet rédige des réfutations - restées inédites - des doctrines royalistes de l'Action française (Les Sophismes du Positivisme royaliste et leur réfutation par un Républicain catholique).
Le 18 mars 1908, l'abbé Jacquet est nommé curé de la paroisse de Fargues-sur-Ourbise. Or, cette nomination n'est pas maintenue et c'est l'abbé Trézéguet qui est installé à Fargues le 1er mai suivant. Remplacé à Saint-Martin-de-Curton par l'abbé Martin le 15 juillet 1909, Jacquet part accepter un poste de précepteur l'année suivante. En 1911, il vit modestement à Marseille.
Ses date et lieu de mort ne sont pas connus. Il était vraisemblablement encore vivant le 4 novembre 1921, car on peut lui attribuer une lettre sur la politique américaine publiée à cette date dans La Croix.

### Œuvres d'A.-J. Jacquet
- République plébiscitaire : mémoire de M. A.-J. Jacquet...(précédé d'un rapport sur le concours de La Libre Parole et d'un exposé historique par Émile Rouyer (d)), Paris, Nouvelle bibliothèque nationale, 1897, 396 p. (consultable en ligne sur Internet Archive).
- Opportunisme, orléanisme, impérialisme... tout ça se vaut. L'antisémitisme et les vieux partis. Lettres d'un curé antisémite à M. E. Drumont, Paris, Librairie de la Croisade française, 1898, 107 p. (consultable en ligne sur Gallica).
- La République plébiscitaire : mémoires sur les moyens pratiques d'arriver à l'anéantissement de la puissance juive en France (préface de Paul Déroulède), Paris, Gainche, 1902, 88 p. (consultable en ligne sur Gallica).